# ザック・モーア
ザック遼モーア（Zack Ryo Moore、1997年3月26日 - ）は、アメリカ合衆国・ワシントン州ベルビュー出身の日本の男子プロバスケットボール選手である。ポジションはスモールフォワード。Bリーグの横浜エクセレンス所属。
ザック・ムーアと表記されることもあったが正しくはモーアである。プレーの特徴はクイックリリースのスリーポイント、リバウンドは嗅覚が鋭い。

## 来歴
NCAA1部のシアトル大学、カリフォルニア大学サンタバーバラ校、カナダのブリティッシュコロンビア大学でプレーした後に来日し、2021年に大阪エヴェッサと契約。
11月15日、ワールドカップアジア予選に挑む日本代表の候補に選出される。

## 経歴
- シアトル大 - UCサンタバーバラ - ブリティッシュコロンビア大 - 大阪エヴェッサ（2021年〜2022年） - 京都ハンナリーズ（2022年〜2023年） - アースフレンズ東京Z（2023年〜2025年）